# Ardalan

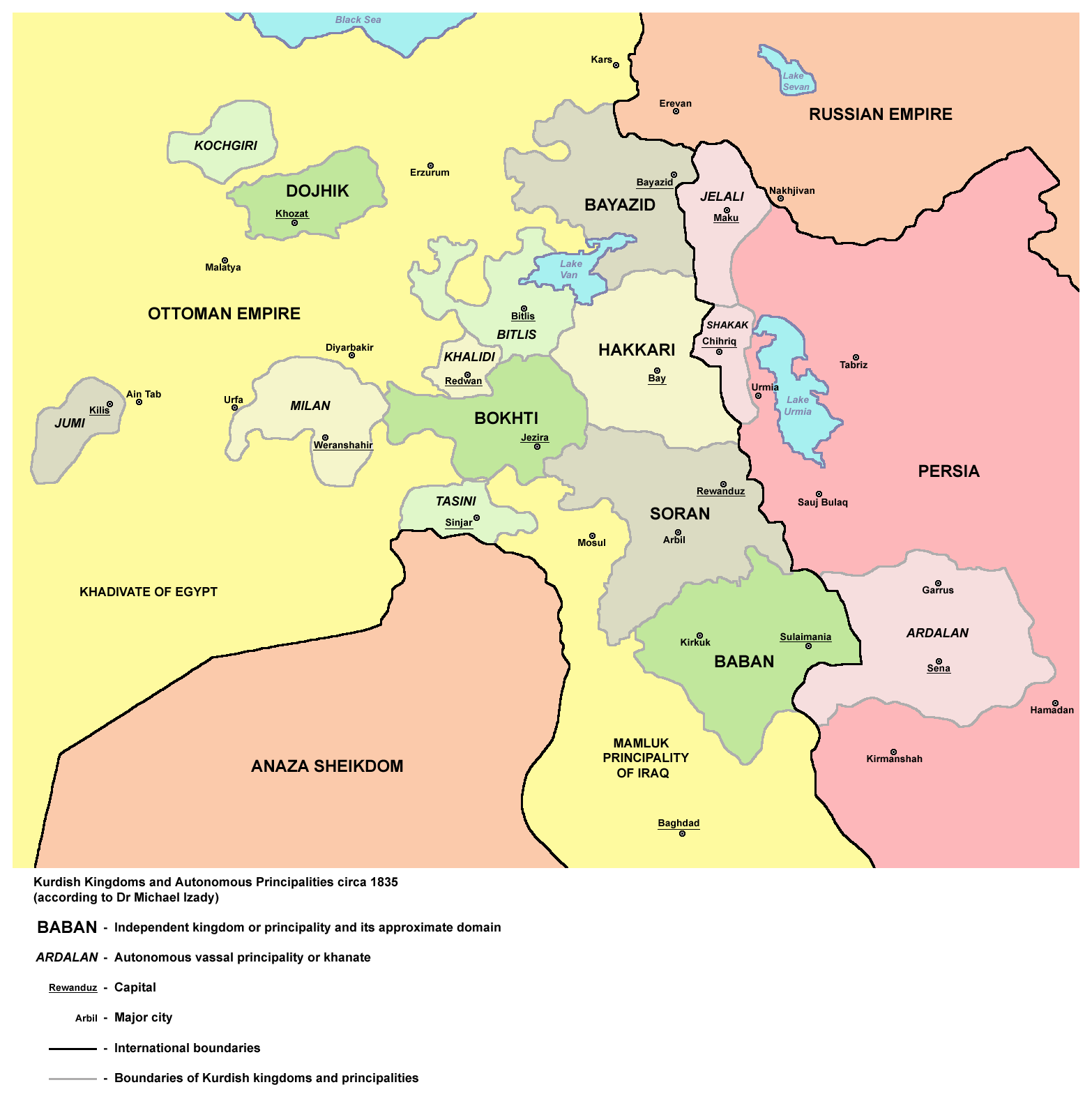

Ardalan, eller Erdelan, var en vasallstat i nordvästra delen av det persiska riket mellan åren 1169–1867 och omfattade ungefär dagens iranska provins Kurdistan.